# Marco Estratégico para la Defensa del Pueblo del Azawad
El Marco Estratégico para la Defensa del Pueblo del Azawad (en francés: Cadre stratégique pour la défense du peuple de l'Azawad; CSP-DPA) es una coalición de movimientos políticos y militares en el norte de Mali que se formó el 6 de mayo de 2021, como una alianza de la Coordinación de Movimientos del Azawad (CMA) y la Plataforma. En septiembre de 2023, la Plataforma abandonó el CSP-PSD debido a la guerra de la CMA con el gobierno de Malí. En abril de 2024, el CSP-DPA pasó a llamarse Marco Estratégico Permanente para la Paz, la Seguridad y el Desarrollo (en francés: Cadre stratégique permanent pour la paix, la sécurité et le développement; CSP-PSD).

## Historia
A lo largo de la década de 2010, hubo breves enfrentamientos entre la CMA y la Plataforma, por lo que los dos grupos iniciaron conversaciones a fines de 2020 para reconciliar sus diferencias sobre el Acuerdo de Argel de 2015. El CSP-PSD se creó oficialmente el 6 de mayo de 2021, después de dos días de discusión en Roma. Su primer presidente provisional fue Bilal Ag Acherif, líder del Movimiento Nacional para la Liberación del Azawad (MNLA), el vicepresidente Fahad Ag Al-Mahmoud, y su portavoz fue Moussa Ag Acharatoumane.
El 12 de diciembre de 2022, el CSP-PSD se retiró de las conversaciones de paz con el gobierno de Mali, acusando al gobierno de no estar dispuesto a negociar. El grupo declaró que para que regresaran, era necesario celebrar nuevas conversaciones de paz en un país neutral.
El 22 de junio de 2023, el CSP-PSD criticó las amenazas del gobierno maliense de presionar a la Misión Multidimensional Integrada de Estabilización de las Naciones Unidas en Mali (MINUSMA) para que se retire, alegando que la ausencia de la MINUSMA sin una «alternativa creíble constituiría una amenaza para la seguridad en Malí y en toda la región».
El 26 de septiembre de 2023, la Plataforma abandonó el CSP-PSD debido al ataque de la CMA a las bases del gobierno maliense tras la colaboración de Mali con los mercenarios del Grupo Wagner y sus crímenes de guerra contra los civiles.
En abril de 2024, el CSP-PSD se convirtió en el Marco Estratégico para la Defensa del Pueblo del Azawad. Entre el 25 y el 27 de julio de 2024, el CSP-DPA participó en una batalla contra las fuerzas malienses y los mercenarios del Grupo Wagner, matando, hiriendo y capturando, según se informa, a docenas de combatientes, incluidos al menos tres comandantes del Grupo Wagner.